# 圆叶珠子木
圆叶珠子木（学名：Phyllanthodendron orbicularifolium），为大戟科珠子木属下的一个植物种。